# كنيسة مار نيقولاوس (اللاذقية)
تقع في منطقة حي القلعة، لا نعلم التاريخ الحقيقي لبناء هذه الكنيسة، وكل ما نعلمه أنها رممت عام 1722م.
وكان هناك كنيسة أخرى هي كنيسة مار موسى حيث يعتقد أنها كنيسة سريانية بناها السريان في القرن السادس الميلادي. ويبدو أنها تصدعت و تهدمت أجزاء كثير منها بالزلازل التي ضربت اللاذقية مراراً، و بفعل قدمهما، لذلك جرى هدمها وبناؤها من جديد عام 1845م بعد أن دمجت بكنيسة مار نيقولاوس وفي داخل الكنيسة لوحة رخامية نقشت عليها أبيات شعرية تؤرخ ذلك، جاء فيها: